# Ernesto Marchiandi
Ernesto Marchiandi (Favria, 28 ottobre 1896 – ...) è stato un politico e sindacalista italiano.

## Biografia
Fascista della prima ora, partecipò alla fondazione dei Fasci italiani di combattimento. Fu organizzatore sindacale dei lavoratori, segretario delle unioni provinciali a Roma, Genova e Ravenna, osservatore sociale in Spagna fino al 1941 e poi in Francia. Aderì alla Repubblica Sociale Italiana e dal 7 dicembre 1943 ricoprì l'incarico di Commissario Nazionale del Lavoro. Il 31 gennaio 1944 fu nominato commissario della Confederazione Generale del Lavoro, della Tecnica e delle Arti (CGLTA). Con la trasformazione del Commissariato Nazionale del Lavoro in ministero, il 2 febbraio 1945 si dimette dalle cariche pubbliche.